# Ди Приско, Ром
Ром Ди Приско (англ. Rom Di Prisco; также известен как Romolo Di Prisco или Morphadron) — канадский композитор и музыкальный продюсер итальянского происхождения. Ром Ди Приско пишет музыку в основном для компьютерных игр и фильмов. Его музыка присутствует в таких играх, как SSX Tricky, Spy Hunter 2, а также серии Need for Speed. Он также делает ремиксы других исполнителей музыки, таких как диджей Кристофер Лоренс (англ. DJ Christopher Lawrence), Unit:187, Fear Factory и многих других. Кроме того, Ди Приско участвует в создании музыки для фильмов и телевизионных программ. Некоторая его музыка присутствует в таких фильмах и телепередачах, как «Пила 2» (англ. Saw 2), The Oprah Winfrey Show, America's Next Top Model, The Sopranos и многих других.
Когда Ром не занят работой, он — хардкорный геймер. Его коллекция компьютерных игр включает свыше 20 консолей и более чем 500 игр для них, начиная с 1970-х и до сегодняшних дней.

## Дискография
- 2010 - Cryptidalia Архивная копия от 7 февраля 2012 на Wayback Machine

## Фильмы с музыкой Ди Приско
- Saw II
- Songs for Choice
- Apollo: The Race Against Time
- Alien Planet
- Popular (Season 2)
- Gastineau Girls (Season 1)
- Navy NCIS
- Never Let Me Down (Remix)
- Spy On The Wild
- Cool In Your Code
- Lie (Remix)
- America's Next Top Model
- OM Lounge 8
- The Sopranos
- The Hulk
- MTV Cribs
- Biography of the Year
- Bedrock 4
- Nitro (Remix)
- Trance Sessions 2
- Rodent (Remix)
- Blair Witch Experience
- 12 Tales
- With or Without You
- She: Female Trip-Hop
- This is Groove
- Freedom or Fire (Remix)
- Noughty
- DJ Hardware - Let the Drums Speak
- Wild Planet
- Summer Night Sessions
- Trance Sessions
- Replicants
- Cool Terrasse
- Nowhere Now (Remix)
- Bluetooth
- In My Arms Again (Remix)
- Blunted 3
- Anger Management (Remix)
- Unquiet Grave

## Игры с музыкой Ди Приско
- Unreal Tournament 3
- Full Auto 2: Battlelines
- Prey
- Full Auto
- Dead Man's Hand
- SpyHunter 2
- SSX Tricky
- Rune: Viking Warlord
- NHL 2002
- Blair Witch: The Legend of Coffin Rock
- Rune
- Xtreme Sports Arcade
- Sled Storm
- NHL 2001
- SSX
- Carnivores 2
- Rebel Moon Rising
- FIFA 2000
- Rune: Halls of Valhalla
- Need for Speed: Hot Pursuit 2
- Need for Speed: Porsche Unleashed (как Morphadron)
- Need for Speed: High Stakes
- Need for Speed III: Hot Pursuit
- Need for Speed II: SE
- 007 Racing
- Eternal Warriors
- NHL 2000
- Dirty War
- FIFA World Cup 98
- Bad Day
- Guacamelee!
- Fortnite

## Внешние ссылки
- Официальный веб-сайт композитора Архивная копия от 28 сентября 2007 на Wayback Machine
- Ром Ди Приско Архивная копия от 5 июня 2008 на Wayback Machine на сайте Game-OST
- Flamberg. Интервью с Ромом ди Приско. Game-OST (30 апреля 2011). Дата обращения: 1 мая 2011. Архивировано 4 мая 2011 года.
- Chris Greening. Interview with Rom Di Prisco (January 2011) (англ.). Square Enix Music Online (январь 2011). Дата обращения: 1 мая 2011. Архивировано 13 марта 2012 года.